# Johan Holenius
Johan Holenius, född 10 februari 1663, död 1 december 1730, var en svensk borgmästare och riksdagsman.

## Biografi
Johan Holenius föddes 1663 och var son till komministern Erik Holenius (1631–1667) och Maria Garman i By församling. Han blev 1678 student vid Uppsala universitet och blev senare borgmästare i Falun. Holenius avled 1730.
Holenius var riksdagsledamot för borgarståndet i Falun vid riksdagen 1710, riksdagen 1719, riksdagen 1720, riksdagen 1723 och riksdagen 1726–1727.
Holenius var gift sig första gången 1689 med Birgitta Troilius och andra 1703 med Margareta Terserus. Han gifte sig tredje gången 1710 med Margareta Odéen.